# Ranavalona II
Ranavalona II, o Ranavalo-Manjaka II, nata Ramoma (Ambatomanoina, 1829 – Antananarivo, 13 luglio 1883), è stata regina del Madagascar dal 1868 al 1883 e succedette a Rasoherina, sua cugina di primo grado.

## Biografia
Fu la terza sovrana regnante malgascia. La quarta e ultima sarà Ranavalona III: soltanto nello stato principesco indiano di Bhopal e, fino ai nostri giorni, nei Paesi Bassi, si sono verificati casi di regine che governarono una dopo l'altra.

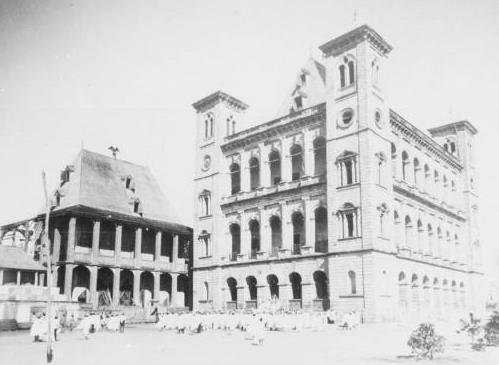
Antananarivo: la tomba reale e il Palazzo della Regina

Ranavalona nacque principessa Ramoma nel 1829 e, diventata una giovane donna, sposò, come la cugina Rasoherina (alla quale subentrerà sul trono), il re Radama II, figlio di Ranavalona I, assassinato nel 1863. Il primo ministro Rainivoninahitriniony ricoprì un ruolo essenziale nell'uccisione del sovrano e la sua influenza aumentò, tanto che suo fratello Rainilaiarivony, preso il suo posto a capo dell'esecutivo, mantenne il potere sposando le tre regine che si avvicendarono sul trono: Rasoherina, Ranavalona II e Ranavalona III.
Rimasta vedova, Ramoma visse alla corte di Rasoherina sotto l'attento sguardo dei missionari protestanti, che influenzarono grandemente i suoi princìpi religiosi e il pensiero politico.
Il 1º aprile 1868 morì la regale cugina e Ramoma, il giorno dopo, divenne regina del Madagascar. Nel 1869 si convinse dell'opportunità di convertirsi al cristianesimo – decisione fondamentale e colma di conseguenze interne – e così crebbe l'interventismo dei religiosi protestanti francesi.
Durante il suo regno Ranavalona prese in considerazione i grandi problemi interni del paese, come la deforestazione e lo sviluppo dell'agricoltura. In ogni caso era il marito primo ministro che decideva sulla politica della grande isola.
La sovrana morì all'età di 54 anni e fu sepolta ad Ambohimanga. Nel 1897 l'autorità coloniale francese, al fine di desacralizzare il ricordo della monarchia, ordinò la riesumazione delle spoglie della regina e le fece trasferire nella tomba di Rasoherina, nel Rova di Antananarivo. Nel 1873 un visitatore britannico, ricevuto a corte nel cosiddetto Palazzo della Regina, apprezzò il comportamento regale di Ranavalona II, assai consapevole del proprio ruolo, sempre abbigliata con abiti sontuosi e con la corona sul capo. Le succedette Ranavalona III, l'ultima monarca del Madagascar indipendente prima del dominio francese.

## Ascendenza
|                                      |                                      |                                                  | Genitori                                    |  |  | Nonni |  |  | Bisnonni |  |  | Trisnonni |  |
|                                      |                                      |                                                  |                                             |  |  |       |  |  | …        |  |  | …         |  |
|                                      |                                      |                                                  |                                             |  |  |       |  |  | …        |  |  | …         |  |
|                                      |                                      | …                                                |                                             |  |  |       |  |  | …        |  |  |           |  |
| Andriantokanady Andriamarotafika     |                                      |                                                  |                                             |  |  |       |  |  | …        |  |  |           |  |
|                                      |                                      | …                                                | …                                           |  |  |       |  |  |          |  |  |           |  |
|                                      |                                      | …                                                | …                                           |  |  |       |  |  |          |  |  |           |  |
|                                      |                                      | …                                                | …                                           |  |  |       |  |  |          |  |  |           |  |
| Principe Razakaratrimo               |                                      | …                                                |                                             |  |  |       |  |  |          |  |  |           |  |
|                                      |                                      | …                                                | …                                           |  |  |       |  |  |          |  |  |           |  |
|                                      |                                      | …                                                | …                                           |  |  |       |  |  |          |  |  |           |  |
|                                      |                                      | …                                                | …                                           |  |  |       |  |  |          |  |  |           |  |
| …                                    |                                      | …                                                |                                             |  |  |       |  |  |          |  |  |           |  |
|                                      |                                      | …                                                | …                                           |  |  |       |  |  |          |  |  |           |  |
|                                      |                                      | …                                                | …                                           |  |  |       |  |  |          |  |  |           |  |
|                                      |                                      | …                                                | …                                           |  |  |       |  |  |          |  |  |           |  |
| Ranavalona II                        |                                      | …                                                |                                             |  |  |       |  |  |          |  |  |           |  |
|                                      | Principe Andriantsimitovizafinitrimo | Re Andriambelomasina d'Avaradrano e Imerinatsimo |                                             |  |  |       |  |  |          |  |  |           |  |
|                                      | Principe Andriantsimitovizafinitrimo | Re Andriambelomasina d'Avaradrano e Imerinatsimo |                                             |  |  |       |  |  |          |  |  |           |  |
|                                      | Principe Andriantsimitovizafinitrimo | Principessa Rasoherimananitany                   |                                             |  |  |       |  |  |          |  |  |           |  |
| Principe Andriantsalamanjaka         | Principe Andriantsimitovizafinitrimo |                                                  |                                             |  |  |       |  |  |          |  |  |           |  |
|                                      |                                      | Rabodomanjaka                                    | Andrianampianarivo                          |  |  |       |  |  |          |  |  |           |  |
|                                      |                                      | Rabodomanjaka                                    | Andrianampianarivo                          |  |  |       |  |  |          |  |  |           |  |
|                                      |                                      | Rabodomanjaka                                    | Ratomponivololona Ravololonandriantsimitovy |  |  |       |  |  |          |  |  |           |  |
| Principessa Rafarasoa Ramasindrazana |                                      | Rabodomanjaka                                    |                                             |  |  |       |  |  |          |  |  |           |  |
|                                      |                                      | Principe Andriandamboranto                       | Andriamiaramanjaka                          |  |  |       |  |  |          |  |  |           |  |
|                                      |                                      | Principe Andriandamboranto                       | Andriamiaramanjaka                          |  |  |       |  |  |          |  |  |           |  |
|                                      |                                      | Principe Andriandamboranto                       | Principessa Ranavalonandriambelomasina      |  |  |       |  |  |          |  |  |           |  |
| Principessa Rabodonandriantompo      |                                      | Principe Andriandamboranto                       |                                             |  |  |       |  |  |          |  |  |           |  |
|                                      |                                      | Principessa Ramboakovelo                         | Andriankirahinimerina                       |  |  |       |  |  |          |  |  |           |  |
|                                      |                                      | Principessa Ramboakovelo                         | Andriankirahinimerina                       |  |  |       |  |  |          |  |  |           |  |
|                                      |                                      | Principessa Ramboakovelo                         | Principessa Ranavalonjananjanahary          |  |  |       |  |  |          |  |  |           |  |
|                                      |                                      | Principessa Ramboakovelo                         |                                             |  |  |       |  |  |          |  |  |           |  |